# South Park: Bigger, Longer & Uncut
South Park: Bigger, Longer & Uncut (no Brasil: South Park: Maior, Melhor e Sem Cortes; em Portugal: South Park - O Filme) é um filme norte-americano de 1999 de animação, musical e humor negro. O longa é baseado na série de televisão animada South Park e foi produzido, co-escrito e estrelado por seus criadores Trey Parker e Matt Stone. O filme foi dirigido por Trey Parker, co-escrito por Pam Brady e co-estrelado por Mary Kay Bergman e Isaac Hayes como Chef. Possui doze canções de Parker e Marc Shaiman com letras adicionais de Stone. O filme foi produzido pelo departamento de cinema da Comedy Central, distribuído pela Paramount Pictures nos Estados Unidos e pela Warner Bros. Pictures mundialmente.
Na animação, os quatro garotos de South Park vão ao cinema para ver um filme controverso e proibido para menores (por conter muitos palavrões), estrelado pelos comediantes canadenses Terrance e Phillip. Depois de assistirem ao polêmico filme, os meninos começam a falar vários palavrões sem parar e seus pais fazem pressão ao governo dos Estados Unidos para declararem guerra contra o Canadá por ter "corrompido" seus filhos. O filme também satiriza fortemente a Motion Picture Association of America, Parker e Stone lutaram contra a associação em todo o processo de produção do filme, que recebeu a classificação "R" apenas duas semanas antes de seu lançamento.
Foi lançado nos cinemas norte-americanos em 30 de junho de 1999. No Brasil, o filme estreou um pouco mais de um ano depois, em 28 de agosto de 2000. O filme faturou mais de 83 milhões de dólares em todo o mundo nos cinemas, tornando-se um sucesso de bilheteria, considerando que foi produzido com um orçamento modesto de 21 milhões de dólares. O filme foi recebido positivamente pelos críticos, que apreciaram o humor, a sátira social e o comentário político. A canção "Blame Canada" rendeu a Parker e Marc Shaiman uma indicação ao Oscar de Melhor Canção Original em 2000.

## Enredo
Os meninos Stan, Kyle, Cartman e Kenny conseguem entrar em um cinema e assistir ao filme "Asses of Fire" ("Bundas de Fogo"), impróprio para menores e estrelado pelos comediantes canadenses Terrance e Phillip. Depois de assistirem ao filme, os garotos começam a falar mais palavrões do que de costume, o que se espalha por todas as crianças de South Park e que preocupa os seus pais. Isso torna-se o estopim para a mãe de Kyle, Sheila Broflovski, declarar guerra contra o Canadá.
Imitando uma cena de "Asses of Fire", Kenny tenta atear fogo a um peido e morre queimado, indo para o inferno, onde descobre que Satã e Saddam Hussein são um casal gay. Sheila e as outras mães de South Park formam a M.A.C. - Mothers Against Canada (ou Mães Contra o Canadá em português) e prendem Terrance e Phillip em uma emboscada durante uma entrevista deles para um talk show; uma vez detidos, eles são condenados à pena de morte. No inferno, Kenny descobre que se Terrance e Phillip morrerem, o último portão do inferno se abrirá e Satã e Saddam Hussein voltarão à Terra; Kenny sente pena de Satã, pois este tenta, sem sucesso, conversar com Hussein, que só quer saber de sexo; Kenny passa a ter conversas secretas com Satã, que revela seus sentimentos ao garoto.
Após Cartman chamar a mãe de Kyle de "vaca" inúmeras vezes, Sheila implanta na cabeça de Cartman um chip que o eletrocutará caso fale algum palavrão. Stan, Kyle e Cartman fundam a "La Resistance" com o objetivo de salvar Terrance e Phillip e impedir a guerra entre os Estados Unidos e o Canadá. A execução de Terrance e Phillip é marcada para o final do Show do U.S.O., que ocorrerá no meio duma base militar.
Com a ajuda de Christopher, um menino inglês que utiliza o codinome "Toupeira" (provavelmente satirizando Solid Snake, protagonista do jogo Metal Gear Solid), os garotos decidem libertar Terrance e Phillip. Porém a missão falha e os meninos veem o Toupeira morrer, após ser atacado por cães de guarda. Os canadenses atacam a base militar e quando Cartman tenta desligar a energia à mando de Toupeira, como parte do plano para libertar a dupla canadense, leva um choque enorme, que causa um curto circuito no chip em sua cabeça, fazendo-o ser capaz de lançar raios de eletricidade contra alguém toda vez que falar um palavrão.
As crianças, então, conseguem salvar Terrance e Phillip, porém Sheila mata os dois com um revolver; após isso o inferno se abre e Satã e Saddam Hussein invadem a Terra, porém Satã é ridicularizado pelo ditador, que ordena que todos fiquem de quatro. Cartman usa sua recém-adquirida habilidade de disparar raios em Saddam Hussein, o enfraquecendo, e por fim Satã atira o político de volta para o inferno, o empalando numa rocha.
Satã diz que Kenny abriu seus olhos para a ameaça que Saddam Hussein era e lhe concede um desejo: que todos os que por causa da guerra morreram, vivessem novamente. Antes de ir ao céu, Kenny tira o capuz, revelando seu rosto com cabelos loiros e sua voz dizendo: "Adeus, pessoal". Kenny, então, voa até o céu, enquanto os mortos da "guerra" ressuscitam, fazendo com que a pacífica cidade de South Park volte a ser como era antes.

## Elenco
- Trey Parker como Stan Marsh / Eric Cartman / Gregory / Satã / Sr. Garrison / Sr. Chapéu / Phillip Niles Argyle / Randy Marsh / Clyde Donovan / Tom (Repórter de notícias) / Anão de biquíni / embaixador do Canadá / bombardeiros / Sr. Mackey / General do Exército / Ned Gerblansky / Christophe (Toupeira) / Big Gay Al (somente nas canções) / Adolf Hitler / vozes adicionanis
- Matt Stone como Kyle Broflovski / Kenny McCormick / Saddam Hussein[2] (creditado como "ele mesmo") / Terrance Henry Stoot / Big Gay Al / Mendigo que compra os ingressos pras crianças / Stuart McCormick / Jimbo Kearn / Gerald Broflovski / Butters Stotch / vozes adicionais
- Mary Kay Bergman como Liane Cartman / Sheila Broflovski / Sharon Marsh / Carol McCormick / Wendy Testaburger / Clítoris / vozes adicionais
- Isaac Hayes como Chef Jerome McElroy
- Jesse Howell, Anthony Cross-Thomas e Franchesca Clifford como Ike Broflovski (Franchesca Clifford foi creditada como "Francesca Clifford")
- Bruce Howell como homem no cinema
- Deb Adair mulher no cinema
- Jennifer Howell como Bebe Stevens
- George Clooney como Dr. Gouache ("Dr. Doctor" na tela)
- Brent Spiner como Conan O'Brien
- Minnie Driver como Brooke Shields
- Dave Foley como irmãos Baldwin
- Eric Idle como Dr. Vosknocker
- Nick Rhodes como piloto de caça canadense
- Toddy Walters como Winona Ryder
- Stewart Copeland como soldado americano #1
- Stanley G. Sawicki como soldado americano #2
- Chase Holt como soldado americano #3
- Mike Judge como Kenny McCormick (quando ele tira o capuz antes de ir pro céu)
- Howard McGillin como Gregory (somente nas canções) - não creditado

## Temas
South Park: Bigger, Longer & Uncut é um conto preventivo sobre os perigos da censura. O filme usa as piadas dos personagens comediantes Terrance e Phillip como um "sétimo sinal" da vinda do Apocalipse em forma de paródia. O uso da linguagem obscena por Cartman ajuda a evitar o desastre; os pais e os "filhos preguiçosos" do filme criam críticas particularmente severas. No caminho para ver Terrance e Phillip no cinema, os meninos cantam que "os filmes nos ensinam o que nossos pais não têm tempo para dizer!"; durante "Blame Canada", um casal é visto abandonando seu bebê com entusiasmo para se juntar à Mothers Against Canada. A música termina com: "Nós devemos culpá-los e causar confusão antes que alguém pense em nos culpar!". Grande parte da sátira do filme e muitas das músicas preocupam-se com a recusa das pessoas em aceitar a responsabilidade pelo fracasso e sua tendência a procurar bodes expiatórios (algumas das canções também são paródias de alguns filmes musicais, mas isso geralmente é secundário para promover a sátira). Na animação, filmes, governo, sociedade, estrangeiros e o Satanás são todos culpados, levando Kyle a comentar: "sempre que tenho problemas, você sai e culpa todos os outros. Mas eu sou o culpado. Lide comigo, mãe". O filme também é auto-reflexivo por natureza; o entusiasmo que as crianças demonstram ao assistir o filme de Terrance e Phillip reflete a antecipação dos criadores do entusiasmo do mundo real que muitas pessoas, inclusive as menores de idade, experimentariam ao assistir o filme.

## Produção

### Desenvolvimento

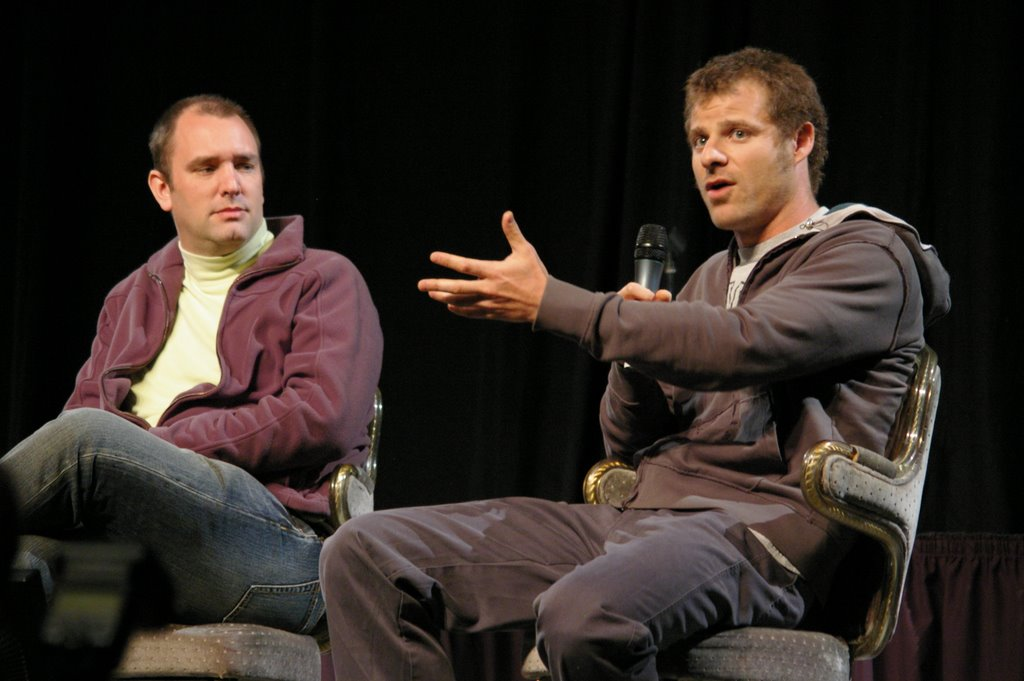
Os co-criadores de South Park, Trey Parker e Matt Stone, co-escreveram Bigger, Longer & Uncut, enquanto Parker se tornou o diretor do filme.

Os estágios de desenvolvimento do filme começaram no meio da produção da primeira temporada de South Park, em janeiro de 1998. Os co-criadores Trey Parker e Matt Stone assinaram um contrato com a Comedy Central (que havia contratado a dupla para produzir episódios de South Park até 1999) em abril de 1998, dando a eles uma fatia lucrativa gerado pelo merchandising  da série, que havia se tornado um sucesso já em seu primeiro ano, bem como um bônus em dinheiro de sete dígitos não especificado para estimular uma adaptação da série para os cinemas. Grande parte das condições de Parker e Stone associadas a qualquer projeto potencial de cinema era que o filme deveria pelo menos receber a classificação "R" da MPAA para manter o mesmo teor de humor da série, bem como relembrar as raízes da animação como da época do curta The Spirit of Christmas, a qual foi a pedra fundamental para a criação de South Park. Parker afirmou que seu desejo era abordar o filme de uma perspectiva muito mais criativa e fazer algo diferente de uma versão simples como se fosse um episódio regular da série, mas no tamanho de um filme. Apesar da alegada pressão dos funcionários da Paramount Pictures para manter o filme mais "politicamente correto", os dois venceram a batalha por uma classificação mais madura; "eles realmente queriam ir além do programa de televisão de South Park", disse o porta-voz da Comedy Central, Tony Fox, à TV Guide na época, e concluiu: "eles lutaram duro e ganharam o direito de fazer um filme classificado como 'R'". Os executivos da Paramount chegaram a preparar gráficos projetando a quantia de bilheteria que uma adaptação cinematográfica de South Park poderia render com uma classificação PG-13 a fim de tentar convencer Parker e Stone a atenuar nas piadas do filme. A William Morris Endeavor, que representava Parker e Stone, incentivou a produção do filme o mais rápido possível, uma vez que o interesse do público era alto após o lançamento de Beavis and Butt-Head Do America.

### Elenco
O elenco de South Park: Bigger, Longer & Uncut é basicamente o mesmo da série de televisão. O co-criador Trey Parker dublou os personagens Eric Cartman e Stan Marsh, além de outros muitos personagens como Satanás, Topeira, Adolf Hitler e o presidente Bill Clinton, além de fornecer vozes adicionais; Matt Stone interpretou Kyle Broflovski e Kenny McCormick, assim como Saddam Hussein (embora durante os créditos finais este foi creditado por "ele mesmo"), Terrance Henry Stoot, Jimbo Kearn, Stuart McCormick, Gerald Broflovski, Bill Gates dentre outros; Mary Kay Bergman dublou Wendy Testaburger, as principais mães do filme (Sheila Broflovski, Sharon Marsh, Liane Cartman e Carol McCormick), Shelley Marsh e o clitóris; Isaac Hayes reprisou seu papel na série como Chefe Jerome McElroy; gravações de voz das crianças Jesse Howell, Anthony Cross-Thomas e Franchesca Clifford foram utilizadas para a retratação de Ike Broflovski. Os atores convidados para dublagem do filme incluem George Clooney como Dr. Gouache, Brent Spiner como Conan O'Brien, Minnie Driver como Brooke Shields, Eric Idle como Dr. Vosnocker e Dave Foley, que forneceu as vozes combinadas de Alec, Billy, Daniel e Stephen Baldwin. Michael McDonald fez ele mesmo (durante a canção "Eyes of a Child"), além de entoar as notas mais altas do Sanaás durante a canção "Up There"; Howard McGillin fornece a voz de Gregory em "La Resistance (Medley)". Stewart Copeland, ex-baterista da banda The Police, foi convidado para dublar um soldado americano. Mike Judge, criador e dublador de Beavis and Butt-Head, King of the Hill e The Goode Family, forneceu a voz de Kenny em sua única aparição sem o capuz no final do filme. Embora inicialmente negado pela Paramount, o vocalista do Metallica, James Hetfield, forneceu os vocais para a canção "Hell Isn't Good", confirmada por Parker nos comentários do Blu-ray do filme lançado em 2009.

### Escrita
O episódio da primeira temporada, "Death", influenciou fortemente o roteiro do filme. O enredo e o tema de ambos os roteiros giram fortemente em torno dos pais de South Park que protestam contra Terrance e Phillip devido à influência negativa notável que eles exercem sobre seus filhos. Parker disse: "Depois do primeiro ano de South Park, a Paramount já queria fazer um filme sobre a série e pensamos que esse episódio seria a melhor base para uma produção para o cinema". Durante esse tempo, a equipe também estava ocupada escrevendo a segunda e a terceira temporada da série, as quais Parker e Stone mais tarde descreveram como "desastrosas".

### Animação
A animação em South Park: Bigger, Longer & Uncut foi criada em 3D usando o software PowerAnimator Alias | Wavefront (atual Alias Systems Corporation), sendo produzido nos estúdios da Silicon Graphics utilizando máquinas da SGI Octane. Personagens e elementos de cena individuais foram projetados com mapeamento de textura e sombreamento que, quando renderizados, se assemelham à animação em stop motion de recortes de papel 2D. Os artistas do South Park Studios (na época, chamados South Park Productions) usavam um multiprocessador SGI Origin 2000 e 31 multiprocessadores-servidores Origin 200 (com 1,14 terabytes de armazenamento) para renderização e gerenciamento de ativos. Fundos, personagens e outros itens puderam ser salvos separadamente ou como cenas totalmente compostas, o que facilitou trabalhos posteriores. "Ao criar caracteres planos e planos de fundo em um ambiente 3D, podemos adicionar texturas e efeitos de iluminação que dão ao filme um estilo de stop motion em papel recortado que levaria muitos meses se fosse feito tradicionalmente" disse Gina Shay, produtora de linha do filme. A equipe de animação, a partir da quinta temporada de South Park, começou a usar o Maya em vez do PowerAnimator. O estúdio atualmente administra uma linha de renderização com 120 processadores que pode produzir 30 ou mais fotos por hora. Como a qualidade visual do seriado evoluiu substancialmente nas últimas temporadas, a animação de South Park: Bigger, Longer & Uncut é um excelente exemplo do estilo de animação antigo, mais cru e ainda mais primitivo. No comentário em áudio do relançamento do filme em Blu-ray em 2009, Stone e Parker falam bastante sobre o quão "ruim e demorada" a animação era durante a época. O filme, ao contrário da série de televisão (na época), foi animado em tela widescreen (1.66:1). "Embora a animação 'primitiva' de South Park seja supostamente uma piada, é realmente uma arma secreta", disse Stephanie Zacharek, do Salon.com; "A simplicidade da técnica de Parker e Stone é o que a torna tão eficaz", concluiu.

## Música
A partitura e as músicas apresentadas no filme foram compostas e escritas por Parker e Marc Shaiman. O filme apresenta 14 músicas originais, cada uma evocando um estilo familiar da Broadway.
A trilha recebeu elogios da crítica, com a Entertainment Weekly chamando de "um álbum de elenco que alegremente envia todas as convenções musicais de Hollywood das quais estamos sendo privados". A trilha sonora foi lançada em 15 de junho de 1999 pela Atlantic Records com "Blame Canada" sendo frequentemente destacada como a melhor canção do filme, sendo indicada inclusive ao Oscar de melhor canção original.

## Lançamento
A Paramount fez um acordo com a Warner Bros. Pictures (empresas controladas pela Viacom e Time Warner, respectivamente, a qual eram proprietárias da Comedy Central até a Time Warner sair do empreendimento em 2003) para lançar o filme nos Estados Unidos, com a Warner Bros. obtendo os direitos internacionais. A Viacom herdou toda a Comedy Central em 2003, mas a Warner continuou a distribuir o filme internacionalmente.
O filme foi classificado com a classificação "R" por "linguagem vulgar difusa e humor sexual bruto, e por algumas imagens violentas" pela Motion Picture Association of America; essa classificação não surpreendeu a maioria dos meios de comunicação, como muitos previram muito antes que o filme provavelmente seria recomendado pela MPAA para maiores de 17 anos. No entanto, houve muito mais discussão dentro da MPAA do que inicialmente relatado na mídia; as objeções do conselho ao filme foram descritas em termos altamente específicos pelos executivos da Paramount em memorandos particulares que circulavam na distribuidora. Durante meses, foi sugerida e discutida uma censura "NC-17", que era mais rígida.
Conforme "previsto" pelas ações dos garotos do filme, houve inúmeras reportagens de fãs menores de idade de South Park que tentaram sem sucesso obter ingressos para ver o filme nos cinemas. Houve também relatos de adolescentes comprando ingressos de Wild Wild West da Warner para se infiltrarem nas salas onde eram exibido South Park: Bigger, Longer & Uncut. Isso ocorreu como resultado de uma repressão da indústria cinematográfica que tornaria mais difícil a entrada de crianças em filmes classificados com a censura "R", como proposto pelo presidente Bill Clinton na época em resposta ao pânico moral gerado pelo Massacre de Columbine, que ocorreu dois meses antes do lançamento do filme. South Park foi citado, juntamente com American Pie, como um filme explícito lançado no verão de 1999, o que gerou tentação nos adolescentes à ponto de se esgueirarem para os cinemas para assisti-los. Quando o filme foi lançado no Reino Unido em agosto de 1999, houve relatos semelhantes do filme atraindo audiências menores de idade.
Em Portugal, o filme não foi lançado nos cinemas a nível nacional, e em vez disso o saiu diretamente para video e DVD. No entanto o filme teve uma antestreia no Festival de Cinema Fantasporto a 27 de fevereiro de 2000. O filme foi classificado em Portugal, e na maioria dos países da Europa, "para maiores de 12 anos", o que é bastante irónico considerando o quanto controversa foi a classificação do filme nos Estados Unidos.[carece de fontes?]
No Brasil, o filme demorou mais de um ano para ser lançado nos cinemas em relação ao lançamento americano pois os distribuidores estavam em dúvida se lançariam o filme diretamente em vídeo, semelhante ao que se verificou em Portugal; a dublagem brasileira do filme foi realizada no Rio de Janeiro pela Cinevideo, diferente da dublagem da série de televisão, que é dublada em Miami. Foi exibido pela primeira vez na televisão aberta brasileira em 30 de janeiro de 2004, dentro da sessão de filmes Tela de Sucessos do SBT; essa exibição causou controvérsia na época, uma vez que a emissora exibiu South Park as 22:15 com a censura "não recomendado para menores de 16 anos", o que fez com que o SBT fosse processado pelo Ministério Público por omitir a verdadeira classificação indicativa (o filme havia sido censurado para menores de 18 anos, e não 16, como a emissora alegou) e por exibir a animação antes das 23h (que era o horário permitido para atrações com censura para "maiores de 18").

## Recepção

### Resposta crítica
O filme foi classificado como "fresco" no site agregador de críticas Rotten Tomatoes, obtendo 81% de resenhas positivas e uma classificação média de 6,99/10 sob o seguinte consenso: "Suas piadas são profundamente ousadas e rudes, mas ao mesmo tempo são incrivelmente engraçadas". O filme também possui a classificação 73/100, com base em 31 revisões, o que indica "revisões geralmente favoráveis", no Metacritic.
Rita Kempley, do The Washington Post, chamou o filme de "escandalosamente profano" e "descontroladamente engraçado", escrevendo que "embora a censura seja o principal alvo dos cineastas […] [o monstro favorito de Parker e Stone] é a Motion Picture Association of America". Stephen Holden, do The New York Times, elogiou fortemente o filme, considerando a "moral auto-justificativa" do filme como "entretenimento de massa, censura e liberdade de expressão"; ele também elogiou a submissão de Cartman ao chip detector de palavrões, que ele chamou de "a mais acentuada virada satírica do filme". Em uma crítica que mais tarde foi citada na capa do VHS do filme, Richard Corliss, da revista Time, alertou os leitores sobre o humor negro filme; mais tarde, o próprio Corliss nomearia South Park como "seu quinto filme de animação favorito de todos os tempos".

### Comercial
Com um orçamento de US$ 21 milhões, o filme estreou na terceira posição nas bilheterias norte-americanas, com um bruto de US$ 14.783.983 arrecadados no final de semana prolongado do Dia da Independência em 2.128 cinemas, com uma média de US$ 6.947 por sala; o filme saiu de cartaz nos Estados Unidos e Canadá com um total bruto de US$ 52.037.603, com os três primeiros dias de exibição representando 22% do bruto interno final. O filme faturou mais US$ 31,1 milhões adicionais mundialmente, totalizando US$ 83.137.603 em todo o mundo.
South Park: Bigger, Longer & Uncut foi a maior bilheteria de um filme de animação com classificação "R" da MPAA até 2016, quando foi superado por Sausage Party, que por sua vez arrecadou US$ 140 milhões de dólares mundialmente.